# Epizeuxis bipupillata
Epizeuxis bipupillata är en fjärilsart som beskrevs av James John Joicey och Talbot 1917. Epizeuxis bipupillata ingår i släktet Epizeuxis och familjen nattflyn. Inga underarter finns listade i Catalogue of Life.